# أحمد الطخيم
أحمد فهد سليمان الطخيم مواليد دولة الكويت ، نائب سابق في مجلس الأمة الكويتي ، شارك في انتخابات مجلس الأمة الكويتي عام 1981 عن الدائرة الثامنة حولي وحصل علي ( 340 ) وحصل علي المركز الأول ونجح بالانتخابات.

## سيرته
كان من مواقفه في مجلس 1981 التصويت علي تعديل الدستور في جلسة مجلس الامة عام 1982 والذي وافق علي مبدأ التعديل.